# Grand Canyon (film, 1991)
Pour les articles homonymes, voir Grand Canyon (homonymie).
Pour plus de détails, voir Fiche technique et Distribution.
Grand Canyon est un film dramatique américain réalisé, produit et écrit par Lawrence Kasdan et sorti en 1991.
Il met en scène une distribution d'ensemble avec notamment Danny Glover, Kevin Kline, Steve Martin, Mary McDonnell ou encore Mary-Louise Parker. Il raconte l'amitié naissante entre deux hommes, Mack (Kevin Kline) et Simon (Danny Glover), que tout sépare. Le second sauve le premier qui décide alors de tout faire pour aider son nouvel ami.
Le film est nommé à l'Oscar du meilleur scénario original et a remporté l'Ours d'or du meilleur film à la Berlinale. Tourné en Californie, en Arizona et dans l'Utah, Grand Canyon est la sixième réalisation de Lawrence Kasdan, après La Fièvre au corps (1981), Les Copains d'abord (1983), Silverado (1985), Voyageur malgré lui (1988) et Je t'aime à te tuer (1990), six films qui reçurent un grand succès, tant public que critique, dont certains ont bénéficié de projection dans des festivals internationaux.

## Synopsis
Six personnes, vivant dans différents endroits de Los Angeles, essayent de donner un sens à leur vie alors que le chaos règne. Au centre du film, il y a une amitié naissante entre deux hommes que tout sépare. Tout se passe un soir lorsque Mack (Kevin Kline) tombe en panne dans un quartier dangereux. Alors que des jeunes viennent le menacer, il est sauvé par un mécanicien noir, Simon (Danny Glover). Dès lors, Mack se décide à aider la famille de Simon, dont la sœur vit dans un ghetto. Également grâce à Mack, Simon va trouver la femme qu'il épousera. De cette amitié, Simon décide d'emmener tout le monde en voyage dans le Grand Canyon …

## Fiche technique
- Titre : Grand Canyon
- Titre original : Grand Canyon
- Réalisation : Lawrence Kasdan
- Scénario : Lawrence Kasdan et Meg Kasdan
- Musique : James Newton Howard
- Photographie : Owen Roizman
- Montage : Carol Littleton
- Décors : Bo Welch
- Costumes : Aggie Guerard Rodgers
- Production : Michael Grillo, Lawrence Kasdan et Charles Okun
- Société de production et de distribution : Twentieth Century Fox
- Pays de production : États-Unis
- Langue originale : anglais
- Format : Couleurs - 2,35:1 - Dolby - 35 mm[2]
- Genre : drame, film choral
- Durée : 134 minutes[1]
- Dates de sortie :
  - États-Unis : 25 décembre 1991[3]
  - France : 26 février 1992[3]
- Lieux de tournage[4] :
  - Californie : Los Angeles (Canoga Park, Ennis-Brown House, Mutual Benefit Plaza et Los Angeles International Airport) et Palos Verdes
  - Utah : Glen Canyon et Ivins (Snow Canyon State Park)
  - Arizona : Parc national du Grand Canyon

## Distribution
- Danny Glover (VF : Sady Rebbot) : Simon
- Kevin Kline (VF : Dominique Collignon-Maurin) : Mack
- Steve Martin (VF : Joël Martineau) : Davis
- Mary McDonnell (VF : Annie Sinigalia) : Claire
- Mary-Louise Parker : Dee
- Alfre Woodard (VF : Maïk Darah) : Jane
- Jack Kehler (VF : Joseph Falcucci) : Steve
- Jeremy Sisto : Roberto
- Tina Lifford (VF : Katy Amaizo) : Deborah
- Patrick Malone (VF : Jean-François Vlérick) : Otis
- Randle Mell : Le Baron Alley
- Sarah Trigger : Vanessa
- Destinee DeWalt (VF : Aurélia Bruno) : Kelley
- K. Todd Freeman (VF : Daniel Lafourcade) : Wipe
- Deon Sams : Jimmy
- Christopher M. Brown (VF : Bernard Métraux) : Rotor
- Gregg Dandridge : Eddie
- Todd Allen : Myers
- Harvey Basil Wallace (VF : Patrick Borg) : l'assureur

## Bande-originale
Albums de James Newton Howard
Coupe de Ville Le Prince des marées
Composée et produite par James Newton Howard, sous le label Milan Records, la bande originale de Grand Canyon a été enregistrée aux studios Sony Studios Scoring Stage et Capitol Studios et distribuée le 2 juillet 1996.
Voici les différentes pistes de la bande originale (ASIN B0000015LK), d'une durée de 43,07 minutes :
1. Main Titles (3,36 minutes)
2. Claire Returns The Baby (1,12 minutes)
3. My Sister Lives Around Here (1,59 minutes)
4. Bloodstain (2,06 minutes)
5. The Baby (2,48 minutes)
6. Don't Work Late (0,52 minutes)
7. Mack's Flashback (1,22 minutes)
8. Don't Want Out (6,45 minutes)
9. Searching For A Heart (4,17 minutes)
10. Mack And Claire's Dream (5,28 minutes)
11. Dee In Brentwood (0,48 minutes)
12. Otis Runs (3,54 minutes)
13. You White? (1,27 minutes)
14. Keep The Baby (1,30 minutes)
15. Doesn't Matter (0,45 minutes)
16. Grand Canyon Fanfare (4,11 minutes)

## Accueil

### Box-office
Dans un premier temps, le film est reçu avec grand intérêt. Durant la semaine d'ouverture, alors qu'il était projeté dans seulement deux salles, Grand Canyon a réalisé une recette de 67 546 $ ; puis, lors de sa sortie nationale aux États-Unis, il a amassé 5 997 611 $, alors qu'il était projeté dans 803 salles différentes. Néanmoins, Grand Canyon est un échec commercial. Finalement, il ne réalise qu'une recette brute mondiale de 40 991 329 $ dont 33 243 020 $ aux États-Unis.
Grand Canyon est le sixième film en tant que réalisateur de Lawrance Kasdan. Il avait précédemment tourné La Fièvre au corps en 1981, Les Copains d'abord en 1983, Silverado en 1985, Voyageur malgré lui en 1988 et Je t'aime à te tuer en 1990. Ses quatre précédents films avaient été acclamés par la critique, et appréciés par le public, réalisant des recettes excellentes. De plus, beaucoup de ses réalisations ont profité de projections dans des festivals ou cérémonies de récompenses, dans lesquels elles étaient nommées à des prix prestigieux. C'est pourquoi, il a été très déçu par l'insuccès de son film alors qu'à la même époque Bodyguard, qu'il n'aimait pas mais dont il était pourtant scénariste et coproducteur, remportait un immense succès : « C'est un sentiment bizarre d'être mécontent de quelque chose que vous avez fait et qui a énormément de succès. C'est aussi énervant que quand vous pensez avoir fait quelque chose de très bien, qui n'a aucun succès. ».

### Critique
Plus loin que la réception publique, la réception critique a été, en général, très bonne. Bien que « pas totalement réussi » selon Variety, Grand Canyon est acclamé comme un drame « superbement vibrant », selon le Washington Post, qui n'est finalement qu'une « leçon de conduite », selon le Chicago Sun-Times. Par ailleurs, la prestation d'Owen Roizman et de James Newton Howard a été acclamé pour créer une « atmosphère terrifiante ». Voici plusieurs critiques ayant été publiées dans divers magazines.
Voici la critique qu'a émise Roger Ebert pour le Chicago Sun-Times :

« C'est mystérieux, la façon dont le film s'accorde dans les peurs qui sont toutes autour de nous, dans les villes — même celles dont nous ne sommes pas conscient. Dans un film qui vibre autour d'une sensation de danger imminente, la seule scène terrifiante est une leçon de conduite. […] Il y a quelque chose entre le travail d'Owen Roizman et de James Newton Howard qui créé une atmosphère effrayante. […] Le symbolisme est ici : dans une ère où nos villes seront déchirées, des films tels que Grand Canyon nous aideront à survivre. »

Voici par ailleurs la critique qu'a émise Rita Kempley dans le Washington Post :

« Grand Canyon considère les grandes affaires qui nous divisent, les erreurs qui ont rendu une société aussi tremblante que l'aiguille sur l'échelle de Richter. Un drame superbement vibrant pour six acteurs différents, c'est aussi avec beaucoup de richesse qu'est traitée la profondeur du film. […] Grand Canyon nous donne une mesure de joie, mais ça ne demeure pas un film irréaliste. »

Puis celle publiée dans Variety :

« La vie à Los Angeles est telle un fossé, selon les scénaristes Lawrence et Meg Kasdan dans leur sérieux, souvent déplacé, mais pas totalement réussi Grand Canyon. De par son thème sur l'amitié entre un homme noir et un homme blanc (chose rare dans les films d'Hollywood), le film explore une tension raciale contemporaine et ambivalente. »

Et enfin, la critique de Joe Brown parue dans le Washington Post :

« Le gracieux et affectueux Grand Canyon […] est beaucoup plus que Les Copains d'abord. Il dresse l'état de ces temps sombres et désespérés avec une véracité à la fois comique et terrifiante, pour nous offrir finalement une lueur d'espoir. […] Ce film est en fait une question métaphysique sur la nature des impulsions et des coïncidences qui se trament. […] Mais Grand Canyon  nous pousse à ne pas être cynique. Arrêtons de faire ressentir des choses. Agissons. »

## Distinctions

### Récompenses
- 1992 : Ours d'or du meilleur film au Berlinale[14]

### Nominations
- 1991 : Nommé au National Board of Review du meilleur film[15]
- 1992 : Nommé à l'Oscar du meilleur scénario original[16]
- 1992 : Nommé au Golden Globe du meilleur scénario[17]
- 1992 : Nommé au Writers Guild of America du meilleur scénario original[18]

## Autour du film

### Analyse
- L'une des phrases prononcées par l'enfant dans la ruelle est « Beaufort, South Carolina » qui est le lieu de tournage de The Big Chill (1983), une réalisation de Lawrence Kasdan[19].
- Le réalisateur, Lawrence Kasdan fait une apparition (caméo) dans Grand Canyon. Il joue le rôle d'un monteur dans le film[20].
- La scène où Mack (Kevin Kline) va se faire tuer par un car fut tournée par la femme du réalisateur, Lawrence Kasdan : Meg Kasdan[19].
- La séquence d'ouverture du film met en scène un match de basket-ball où apparaît le joueur Magic Johnson. La scène avait néanmoins été tournée avant que Johnson annonce sa séropositivité, dans les médias, et sa décision de se retirer du sport. Le réalisateur a donc failli retirer le passage, mais le conserva pour rendre hommage à Johnson[20].

### Anecdote
Le personnage de Davis (joué par Steve Martin) est inspiré du producteur Joel Silver par rapport à son tempérament excentrique[réf. nécessaire].